# فوسون إيربولاك
فوسون إيربولاك (بالتركية: Füsun Erbulak)‏ ( ولدت في 25 يونيو عام 1943 في مدينة إسطنبول ) ممثلة سينمائية و مسرحية ، و كاتبة و مترجمة.
تخرجت فوسون إيربولاك من قسم المسرح بالمعهد الموسيقي ببلدية إسطنبول و نوتردام دي سيون. وفي عام 1962 بدأت فوسون حياتها الفنية في مسرح دورمان. ثم التقت فوسون إيربولاك في المكان نفسه بألتان إيربولاك ثم تزوجت به. ومثلت فوسون في العديد من المسارح مثل مسرح مدينة كوجا مصطفى باشا ، و مسرح فكرت هاكان و مسارح هادي تشامان ياديتيب. وفي عام 1955 ترجمت أول فيلم لها. و قد احتلت فوسون إيربولاك مكاناً في صفوف حزب العمال الإشتراكي التركي. وبعد ذلك قد طٌلقت فوسون من زوجها ألتان إيربولاك. وتزوجت بعد ذلك مرة أخرى به. وفي عام 1984 قد جٌمعت كتبها بحجة الفحش وهي بعنوان «شئ يومي منبوذ و مثقاب» حيث أنها قامت بتأليفهم. وكتبت فوسون أيضاً مقالات في العديد من الجرائد و المجلات. وقامت بترجمة العديد من الكتب. وتعد فوسون إيربولاك والدة الممثل المسرحي سفينتش إيربولاك.

## المسرحياتالتي قامتبتمثيلها
• لماذا تأخرت
• شئ يومي منبوذ
• مثقاب
• تأجيل الانتحار
• الإضراب الملحمي
• رجل الشارع
• ليلاً
• الكوميديا السوداء: بيتر شافر – مسرح دورمان – عام 1966
• انتقام الحب
• حشرات طائرة –دليكير

## فيلموجرافي
• الدراويش الفائزين ( تلفزيوني ) – عام 2013 – المرأة في المستشفى ( ممثلة ضيف شرف )
• ملك المملكة – عام 2012
• هناك – عام 2009
• القلب – عام 2006
• الفضة ( تلفزيوني ) – عام 2005
• شريحة الحب ( تلفزيوني ) – عام 2004
• الحب المحدود – عام 2003
• معركة في ساحة الحب ( تلفزيوني ) – عام 2002
• الذئب المجروح – عام 2000
• لتكن أنت نوري بك – عام 1993
• حكاية السمك الصغير 0 عام 1989
• السكارى و المستأجرين عام 1989
• السعادة الصغيرة – عام 1987
• حتى الخلود – عام 1955
• عمرتشيب – عام 2003
• جول أويا في الدائرة ( تلفزيوني ) – عام 2004

## الوصلات الخارجية
- فوسون إيربولاك على موقع IMDb (الإنجليزية)
- فوسون إيربولاك على موقع قاعدة بيانات الفيلم (الإنجليزية)

• فوسون إيربولاك في IMDB
• فوسون إيربولاك في السينما التركية